# 왕산초등학교 대기분교
왕산초등학교 대기분교는 대한민국 강원도 강릉시에 있었던 공립 초등학교이다.

## 학교 연혁
- 1937년 5월 17일 왕산공립보통학교 부설 대기간이학교로 설립
- 1940년 4월 24일 고단공립심상소학교 부설 대기간이학교로 개칭
- 1943년 6월 30일 대기공립국민학교로 개명
- 1993년 3월 1일 왕산국민학교 대기분교로 편입
- 1996년 3월 1일 왕산초등학교 대기분교로 개칭
- 1997년 2월 28일 왕산초등학교로 통폐합